# キム・ボルイ
キム・ボルイ（Kim Borg、1919年8月9日 - 2000年4月28日）は、フィンランドのバス歌手、作曲家。

## 生涯
ヘルシンキの生まれ。シベリウス音楽院でヘイッキ・テイッティネンに声楽、レオ・フンテクとアーッレ・メリカントに作曲を学び、コペンハーゲンでマグヌス・アンデルセン、ストックホルムでアデライーデ・フォン・スキロンツの各氏に声楽の指導も受けた。またヘルシンキ工科大学で化学技術も専攻していた。1947年に地元で歌手としてデビューし、1951年にオーフスに於いてジャコモ・プッチーニの《ラ・ボエーム (プッチーニ)》でコリーネ役として初舞台を踏んだ。1960年からストックホルム王立歌劇場に所属。1980年に歌手活動から引退した。
1972年から1989年までデンマーク音楽アカデミーで教鞭をとる。
フムレベックにて死去。

## 註
1. ↑  ml.naxos.jp
2. ↑  kotobank.jp
3. ↑  bach-cantatas.com